# Georg Heinrich Borowski

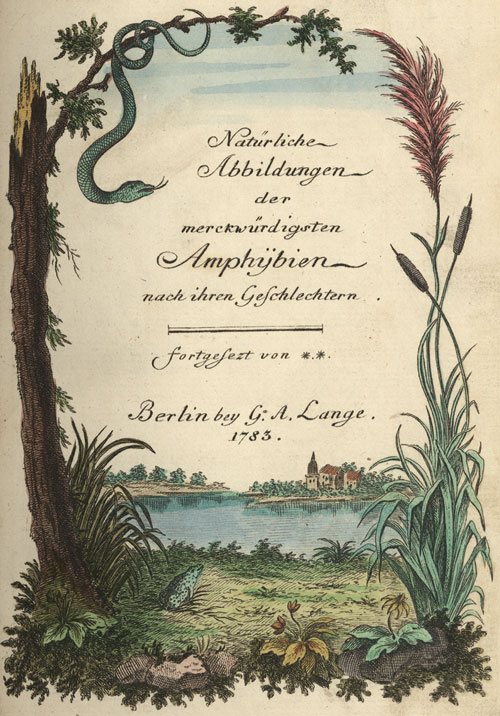
Naturgeschichte des Thierreichs Amphibien z 1783 roku

Georg Heinrich Borowski (1746–1801) – niemiecki biolog, profesor na wydziale historii naturalnej i ekonomiki na Brandenburgische Universität Frankfurt. Opisał naukowo w 1781 roku humbaka (Megaptera novaeangliae) pod nazwą Balaena novaeangliae.

## Publikacje
- Georg Heinrich Borowski. Gemmeinnnüzige Naturgeschichte des Thierreichs. „Gottlieb August Lange, Berlin”. 1, s. 1-21, 1781. (niem.).